# Kaare Ørnung
Kaare Alexander Ørnung (* 26. Januar 1931 in Oslo; † 2. Oktober 2013 ebenda) war ein norwegischer Pianist, Hochschullehrer und Musikpädagoge.

## Leben
Im Jahr 1952 debütierte Ørnung als Pianist und Musiker und war anschließend von 1959 bis 1973 am Veitvet Musikkonservatorium tätig. Ab 1968 wirkte er als Pädagoge an der Statens Operahøgskole (Staatlichen Opernhochschule) in Oslo, ab 1973 als Hochschullehrer mit Lehrbefähigung an der Norwegischen Musikhochschule und 1974 erfolgte die Ernennung zum außerordentlichen Professor dieser Schule.
Gemeinsam mit Arve Tellefsen veröffentlichte er mehrere klassische Musikstücke auf Schallplatte, so 1977 Du milde Mosart 1980 Serenade. Letzteres lag 1980 und 1981 12 Wochen lang in Norwegen in der VG-lista auf den vorderen 15 Plätzen. Ørnung wirkte auch bei dem musikalischen Gesangsduo Knutsen & Ludvigsen der norwegischen Musiker Øystein Dolmen („Knutsen“) und Gustav Lorentzen („Ludvigsen“) mit, von denen zwei Alben 1972 den Spellemannprisen gewannen.
Er war auf mehreren Konzertreisen im In- und Ausland unterwegs. Des Weiteren war er bei der norwegischen kulturellen Institution und Konzert-Organisation Rikskonsertene tätig. Ørnung wirkte in größeren Umfang bei vielen Konzerten und Musikstücken meist als musikalische Begleitung auf Klavier und Flügel mit sowie hatte viele Auftritte im norwegischen Radio und Fernsehen beim NRK. Darüber hinaus hatte er eine lange Karriere als Solist im In- und Ausland.